# 派翠西亞·尼爾
派翠西亞·尼爾（英語：Patricia Neal，1926年1月20日—2010年8月8日），美國女演員，曾獲得奧斯卡最佳女主角獎。

## 演出
- 《原野鐵漢》（Hud）